# Les Sept Voyages de Sindbád
Les sept voyages de Sindbád est un livre-jeu écrit par Fabrice Cayla et Jean-Pierre Pécau en 1987, et édité par Presses pocket dans la collection Histoires à jouer : Les livres à remonter le temps, dont c'est le dixième tome.